# 克里斯蒂安·金特一世
克里斯蒂安·金特一世（德語：Christian Günther I.，1578年5月11日—1642年11月25日），施瓦茨堡-松德斯豪森伯爵，約翰·金特一世之子，1601年至1642年在位。

## 家庭
1612年，克里斯蒂安·金特與魯多爾施塔特伯爵阿爾布雷希特七世的女兒安娜·希比爾（Anna Sybille）結婚，兩人共有3子2女：
1. 克里斯蒂安·金特（1616年—1666年）
2. 卡塔里娜·伊莉莎白（1617年—1701年）
3. 安東·金特一世（1620年—1666年）
4. 路德維希·金特（英语：Louis Günther II, Count of Schwarzburg-Ebeleben）（1621年—1681年）
5. 索菲·伊莉莎白（1622年—1677年）